# Копальні Адамсфілд
Копальні Адамсфілд – колишні гірничодобувні майданчики на австралійському острові Тасманія.
Присутність осмірідію (природного зплаву осмію та іридію) виявили на Тасманії в 1880-х роках. Певний час він вважався лише небажаною домішкою у золотовмісних породах, за яку при прийомці навіть запровадили штраф. Згодом омірідій стали використовувати на завершеннях пір'яних ручок, що дозволило наприкінці 1900-х комерціалізувати його видобуток. На тлі спричиненої революцією втрати поставок з Росії ціна на осмірідій зросла до пікових значень, а Тасманія стала світовим лідером його видобутку, при цьому з 1910 по 1924 роки зазначена діяльність була зосереджена на північному заході острова у сточищі річки Pieman, де в 1920-му видобули рекордні 62,5 кілограма. Втім, далі видобуток став падати і в 1924 році становив лише 10,3 кілограма.
Перші ознаки присутності осмірідію на півдні острова в районі Адамсфілд виявили ще в 1908 році, втім, лише в 1924-му правильно оцінили справжні розміри наявного тут ресурсу, що викликало до життя «осімірідієву лихоманку» (з липня по вересень 1925-го видали понад 1000 дозволів на видобуток). Уже в 1925-му численні старателі Адамсфілду видали 89,3 кілограма, а на 1926 рік припав історичний пік видобутку – 94,6 кілограма осмірідію. З 1927 по 1931 роки видобуток в Адамсфілді коливався від 17 до 48 кілограмів на рік, тоді як в період з 1932-го по 1940-й вилучали від 5 до 18 кілограмів на рік.
Первісно вели промивку алювіальних розсипів, проте вони були доволі швидко випрацьовані і довелось споруджувати кар’єри та навіть шахти. Втім, їх розміри були не надто велики, так, в описі від 1938 року згадується про шахту завглибшки 26 метрів. 
У 1940-х роках у Адамсфілді мало коли добували більш як 3 кілограми на рік, а наступного десятиліття максимальний річний видобуток становив близько 2 кілограмів (і в основному був значно менший). 
У 1959-му розробка повністю припинилась, при цьому накопичений з 1925 року видобуток досягнув 478 кілограмів осмірідію.
У 1964-му вирішили відновити розробку, розраховуючи досягнути рентабельності масштабнішим підходом – до Адамсфілду доправили два бульдозери, які мали згрести шар розкривних порід завтовшки 12 метрів, після чого перейти до вилучення покладу товщиною до 10 метрів. Втім, про результати цього етапу відомо лише те, що він завершився вже у 1968-му і цього року видобули 373 грами осмірідію.